# 가스파르 카사도

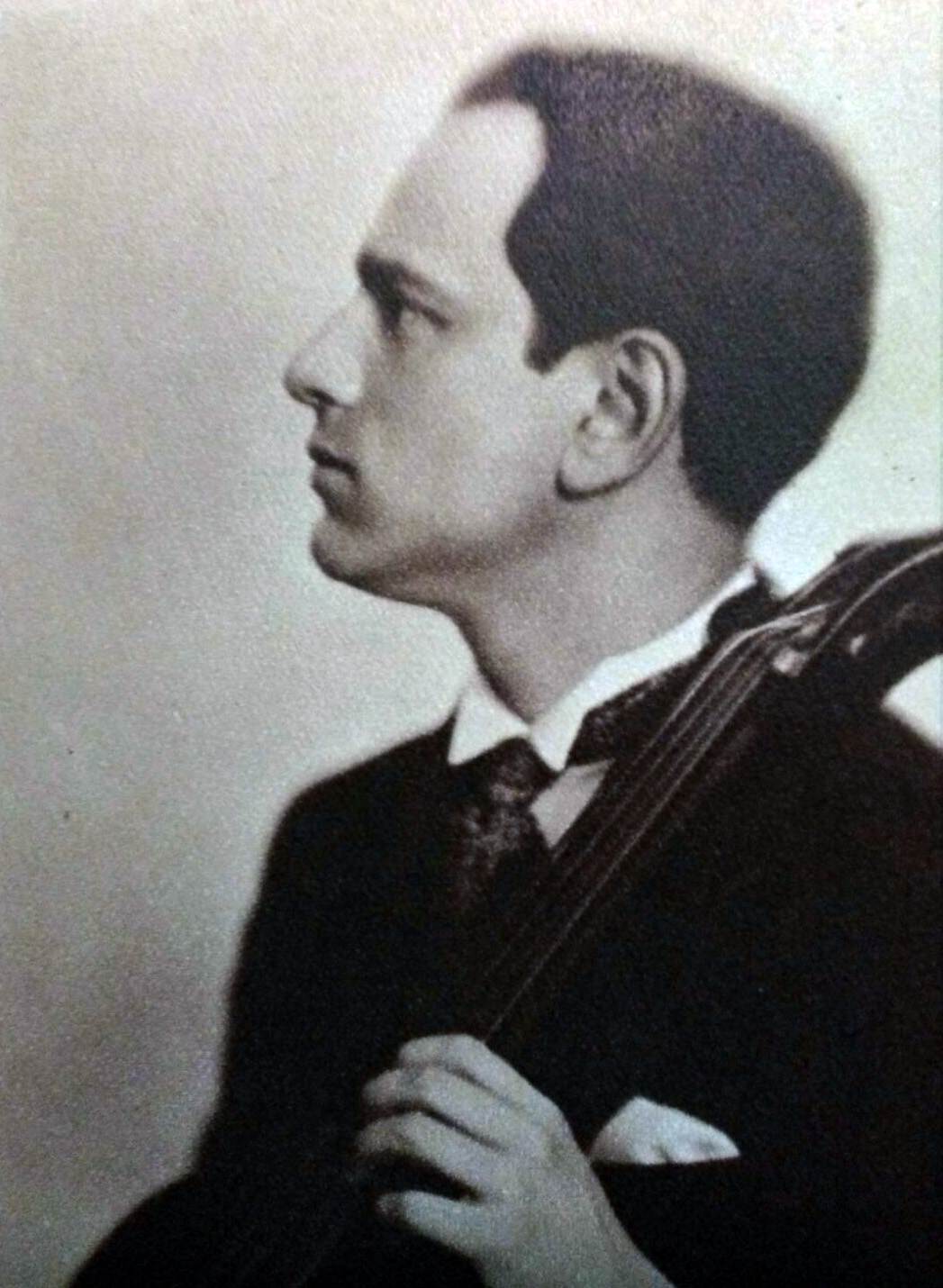

가스파르 카사도(Gaspar Cassadó i Moreu, 1897년 10월 5일 ~ 1966년 12월 24일)는 20세기 초의 첼리스트, 작곡가이다.
카살스와 함께 에스파냐가 낳은 명첼리스트로서 이름있는 작곡가이며 합창지휘자인 호아킨 카사도의 아들로서, 바르셀로나에서 태어나 파리에서 카살스에게 사사하여, 21세 때부터 독주자로서 또는 실내악 주자로서 활약, 오래도록 시에나의 키지 음악원과 쾰른 음악원의 교수로 있었다. 작곡에도 뜻을 두어, 슈베르트의 <아르페지오 소나타>의 첼로와 관현악을 위한 편곡자로서도 이름이 높다.